# Les Pujòls
Les Pujòls (en francès Les Pujols) és un municipi francès situat al departament de l'Arieja i a la regió d'Occitània.